# Super Position
Albums de Robert Charlebois
J't'aime comme un fou
(1983) Dense
(1988)
Super Position est le seizième album de Robert Charlebois, sorti en 1985.

## Titres
| 1.    | C'est pas physique, c'est électrique | Claude Péloquin / Robert Charlebois | 3:38 |
| 2.    | Juke box                             | Claude Péloquin / Robert Charlebois | 3:32 |
| 3.    | Saute vite à mon cou                 | Claude Péloquin / Robert Charlebois | 4:15 |
| 4.    | Zoo-diac                             | Claude Péloquin / Robert Charlebois | 3:33 |
| 5.    | Tout nucléaire                       | Claude Péloquin / Robert Charlebois | 3:52 |
| 6.    | Pour la vie ou pour la nuit          | Claude Péloquin / Robert Charlebois | 3:30 |
| 7.    | Donne-moi                            | Claude Péloquin / Robert Charlebois | 3:31 |
| 8.    | Je ne pense qu'à toi                 | Claude Péloquin / Robert Charlebois | 3:21 |
| 9.    | Paris sans toi                       | Luc Plamondon / Robert Charlebois   | 4:06 |
| 10.   | L'ouvreuse                           | Claude Péloquin / Robert Charlebois | 3:27 |
| 36:45 |                                      |                                     |      |